# Drobnolistna grašica
Drobnolistna grašica (znanstveno ime Vicia tenuifolia) je zelnata trajnica iz družine metuljnic (Fabaceae). Vrsta raste v Evropi in nekaterih delih Azije ter Afrike. Ponekod drugod se pojavlja kot tujerodna vrsta. V določenih deželah to užitno grašico uporabljajo tako za človeško kot tudi živalsko prehrano.

## Taksonomija
Vrsto je prvi opisal nemški botanik Albrecht Wilhelm Roth v svojem delu Tentamen florae germanicae iz leta 1788. Nekateri taksonomi drobnolistno grašico obravnavajo kot podvrsto ptičje grašice (Vicia cracca), medtem ko je za večino drobnolistna grašica svoja vrsta.
Znanih je nekaj podvrst:
- Vicia tenuifolia subsp. atroviolacea (Bornm.) Greuter & Burdet
- Vicia tenuifolia subsp. delmasii (Emb. & Maire) Dobignard
- Vicia tenuifolia subsp. subalpina (Grossh.) Zernov
- Vicia tenuifolia subsp. tenuifolia
- Vicia tenuifolia subsp. variabilis (Freyn & Sint.) Dinsm.
- Vicia tenuifolia subsp. villosa (Batt.) Greuter

## Opis
Ta zelnata trajnica lahko doseže od 30 do 150 cm višine. Gre za navadno pokončno in razraslo grašico z robatim steblom, ki je bodisi golo bodisi odkladano. Kot številne druge metuljnice je tudi drobnolistna grašica dušik-fiksirajoča rastlina.
Premenjalno nameščeni listi so pernato sestavljeni in v večini primerov sestojijo iz 10–18 parov ozkočrtalastih do podolgastih lističev. Lističi lahko imajo trihome (laske) in navadno merijo od 2 do 6 mm. Drobnolistna grašica ima tako imenovane sodopernate liste, ki se končajo z razcepljeno vitico. Prilisti so prisotni; so ozkočrtalasti, s celim listnim robom in se končajo s konico.
Drobnolistna grašica je entomofilna (žužkocvetna) rastlina, ki cveti med junijem in avgustom. Vrsta ima tipične bilateralno simetrične metuljaste cvetove, ki so sestavljeni iz jadra, dveh kril in ladjice. Venčni listi so rdeči, rožnati ali modrovijoličasti. Največji venčni list –tako imenovano jadro – je svetlejši od preostalih venčnih listov, s ploščico, ki je tako velika kot žebica. Od 15 do 30 majhnih cvetov je urejeno v grozdasto socvetje, ki ima dolg pecelj (navadno dvakrat daljši od celotnega socvetja). Čašni listi so zrasli v nekaj milimetrov dolgo čašno cev, ki se zaključi s 5 kratkimi čašnimi zobci. Vsak cvet ima 10 prašnikov; ti so zrasli vse do zadnje tretjine dolžine prašnika.
Suhi plod drobnolistne grašice je rjavkast in gol strok, ki meri od 3 do 5 centimetrov.
Laiki lahko drobnolistno grašico hitro zamenjajo s podobnimi vrstami grašice, na primer ptičjo (Vicia cracca), sivo (Vicia incana) in dalmatinsko grašico (Vicia dalmatica).

## Razširjenost in ohranjanje
Ta vrsta grašice se pojavlja v Evropi (predvsem v evromediteranski regiji; južni in srednji Evropi), raste pa tudi v nekaterih predelih Azije (navadno zmernih do tropskih regijah, predvsem v SZ in srednji Aziji) in severni Afriki. V severozahodni Evropi je alohtona vrsta. Nekoč so drobnolistno grašico prinesli tudi na Havaje. Ponekod je ta vrsta grašice invazivna.
Drobnolistna grašica raste na raznolikih površinah, ki vključujejo tako naravne kot tudi urbane predele. Večinoma je grašica prebivalka nižin, najti jo je mogoče na suhih travnikih, gozdnih robovih, obpotjih, travnatih nasipih, pa tudi raznih ruderalnih površinah (denimo ob železniških progah). Redkeje se V. tenuifolia pojavlja tudi na višavjih in raste vse do nadmorske višine 2900 metrov.
Na Rdečem seznamu IUCN ima drobnolistna grašica status najmanj ogrožene vrste, njena populacija pa je označena kot stabilna.